# 具志堅のシニグ
具志堅のシニグ（ぐしけんのシニグ）は、沖縄県国頭郡本部町具志堅に伝えられる民俗行事である。神役による祭祀と、シニグ舞と称される歌舞に特徴がある。本部町の無形民俗文化財に指定されている。

## 概要
具志堅部落では「シニグ」のことを「シニーグ」と呼んでいる。同シニーグも、神に対して豊年を感謝すると共に、さらに豊年が続くように祈願する祭りで、7月25日の「シニグ舞」の日に一括して行なっている。
祭りの最後の奉納舞踊であるシニーグは、行事の中では最も重要な意義を持つとされる。このシニーグは古い時代の祭の様相を舞踊化したものであることが考えられている。

## 手順
初日「大ユサイ(ウフユサイ)」では具志堅、真部、上間の各アシアゲのシヌグガミーが具志堅に集合、島の男の神人をである大屋子らと、15歳以上の男子について氏神に知らせて15歳以上の男子は粟五合、15歳以上は一合ずつアシアゲに氏神祭の費用として納める。2日目の「ウーニクジ」は今帰仁村の神女、阿応理恵などと北山城址へ行き、テンチジとアマチジの清掃をしてから拝み、具志堅のアシアゲへ戻ると城址での拝みが終わったことを伝える。ウーニクジから3日目に「大弓」を行い、神人全員で氏神の森へ行って女の神人が拝殿で祈願、オモロを歌い、それから拝殿より下にいる男の神人とともに再び祈願、そして祝女と大屋子はのうち根神のみで弓を持って字の西海岸で列をなして祈願しに行く。大弓から再び3日目に「男(いきが)のユバイ」があり、大屋子が柴山で採った柴と野葡萄を背から頭の高さにしてアシアゲへ戻り、氏子から馳走の捧げを受けた後、男の神人が3組ごとになって鼓を鳴らしながら各家を廻って字の西、流庭(ながりみやー)で集合してから鼓を鳴らしてノロクモイや根神ら女の神人が現れ、一緒に大井(ウフガー)と呼ばれる井戸で体を清めて掃除、そのときに全員同時に「ハイ砂持ち、さんだら、やっとこせやっとこせ」と唱え、終えると氏子らはアシアゲに供えてある粟で作った酒のお下がりを戴く。翌日「女(いなぐ)のユバイ」でアシアゲで神酒を戴き、女はノロクモイや神人とアシアゲでシヌグ舞と歌の稽古をする。さらに翌日、午後4時頃から字ごとのアシアゲの庭でシヌグ舞が行われ、男は決まった場所でかぎやで風節を歌い、各自組旗を伴って上間アシアゲまで列をなし、次に各字が具志堅アシアゲに集合して氏子の女らがシヌグ舞をし、真部と上間の人らが帰るときに具志堅の人が真部に行列をなし、舞が終わると各アシアゲで夜更けまで男女の手踊りや棒踊り、唐手などが行われその日は終了。「タムトノーイ」は女が各アシアゲで重詰めを開けて遊び、男は決まった場所で集合して神饌で祝い、それから前日のように各自アシアゲまで行列をなして決算報告してから手踊りや唐手などをしてから全てを終える。
なお、大弓で行うオモロの内容は伝わっていない。

## シニグ舞
シニグ（舞）はどの部落でも必ず円陣を組み、舞いながら次第に前進する形式をとる。シニグの当日は、部落中の婦女子が、神アサギの前庭で円陣を組み、神人（カミンチュ）や老婦人が音頭取りとなって、打ち鳴らす鼓（チジン）に合わせてシニグ歌を歌う。
舞は、両手を合わせて拝んでいるような「拝み手」、手のひらを立ててゆっくりと前に押し出す「押し手」、両手をもって左や右を払っているような「払い手」、神前にお供えをするような「捧げ手」、手首を軽くまげてまわす動作の「こねり手」など、単純で素朴な手振りと共に体をくねらせたりする。足運びは、右に開いてそろえたり、左にそろえたりして、少しずつ前進しながら舞う。

## かつての日程
以前は旧暦7月19日から26日までの8日間にわたって行われ、日程は下記の通り。
1. 19日　ウーニフジ（御船漕）
2. 21日　ウーユミ （大弓）
3. 23日　シルガミ
4. 24日　シニグミチ
5. 25日　ハートンチミチ（暁神酒）
6. 25日　シニーグ（舞）
7. 26日　タムトノーイ

### シニグ歌
1. しち踊
2. 天のぶり節
3. いんちやウー
4. うでけらし
5. 坂本節
6. かなぐわー節
7. 真謝ぬ大あさぎ
8. はんぜーく節
9. 本部ぬぶい水
10. 七尺節
11. しち踊
12. 今年するシニグ